# Stubb-Gletscher
Der Stubb-Gletscher ist ein 17,5 km langer Gletscher an der Oskar-II.-Küste im Grahamland auf der Antarktischen Halbinsel. Er fließt in östlicher Richtung zum Scar Inlet, das er zwischen dem Mount Queequeg und dem Tashtego Point erreicht.
Der Falkland Islands Dependencies Survey kartierte und fotografierte den unteren Abschnitt des Gletschers im Jahr 1947, den oberen Abschnitt dann im Jahr 1955. Das UK Antarctic Place-Names Committee benannte ihn 1957 nach dem zweiten Decksoffizier Stubb in Herman Melvilles 1851 veröffentlichtem Roman Moby-Dick.